# Gąbin
Gąbin [ˈgɔmbʲin] (deutsch Gombin) ist eine Stadt im Powiat Płocki der Woiwodschaft Masowien in Polen. Sie ist Sitz der gleichnamigen Stadt-und-Land-Gemeinde mit 10.969 Einwohnern (Stand 31. Dezember 2020) und liegt 123 km nordwestlich von Warschau.

## Geschichte
Die Stadt wurde 1215 erstmals erwähnt. 1322 war sie eine stadtartige Siedlung und bekam 1437 die vollen Stadtrechte. 1564 lebten hier 2100 Einwohner, die Stadt hatte 354 Häuser.
Im Dreißigjährigen Krieg wurde Gąbin von den Schweden zerstört.
Ab 1793 gehörte Gąbin zu Preußen, kam dann 1807 zum Herzogtum Warschau und ab 1815 zum Königreich Polen.
Die große jüdische Gemeinde wurde zwischen 1939 und 1945 ausgelöscht. Dabei wurde auch die aus dem Jahr 1710 stammende hölzerne Synagoge zerstört.
1966 entstand die Herz-Jesu-Kirche (Gąbin).
Von 1974 bis 1991 befand sich auf dem Gebiet der 6 km südöstlich des Stadtzentrums von Gąbin befindlichen Ortschaft Konstantynów der zentrale Langwellensender des polnischen Rundfunks Sendemast Radio Warschau, der mit 646,38 m von 1974 bis 1991 das höchste errichtete Bauwerk der Welt war.

## Gemeinde
Zur Stadt-und-Land-Gemeinde (gmina miejsko-wiejska) Gąbin mit einer Fläche von 146,7 km² gehören die Stadt selbst und 27 Dörfer mit Schulzenämtern.

## Persönlichkeiten
- Rajzel Zychlinski (1910–2001), jiddischsprachige amerikanische Dichterin.